# Cisticola tinniens
El cistícola de Levaillant (Cisticola tinniens) es una especie de ave paseriforme de la familia Cisticolidae propia del África austral.

## Description

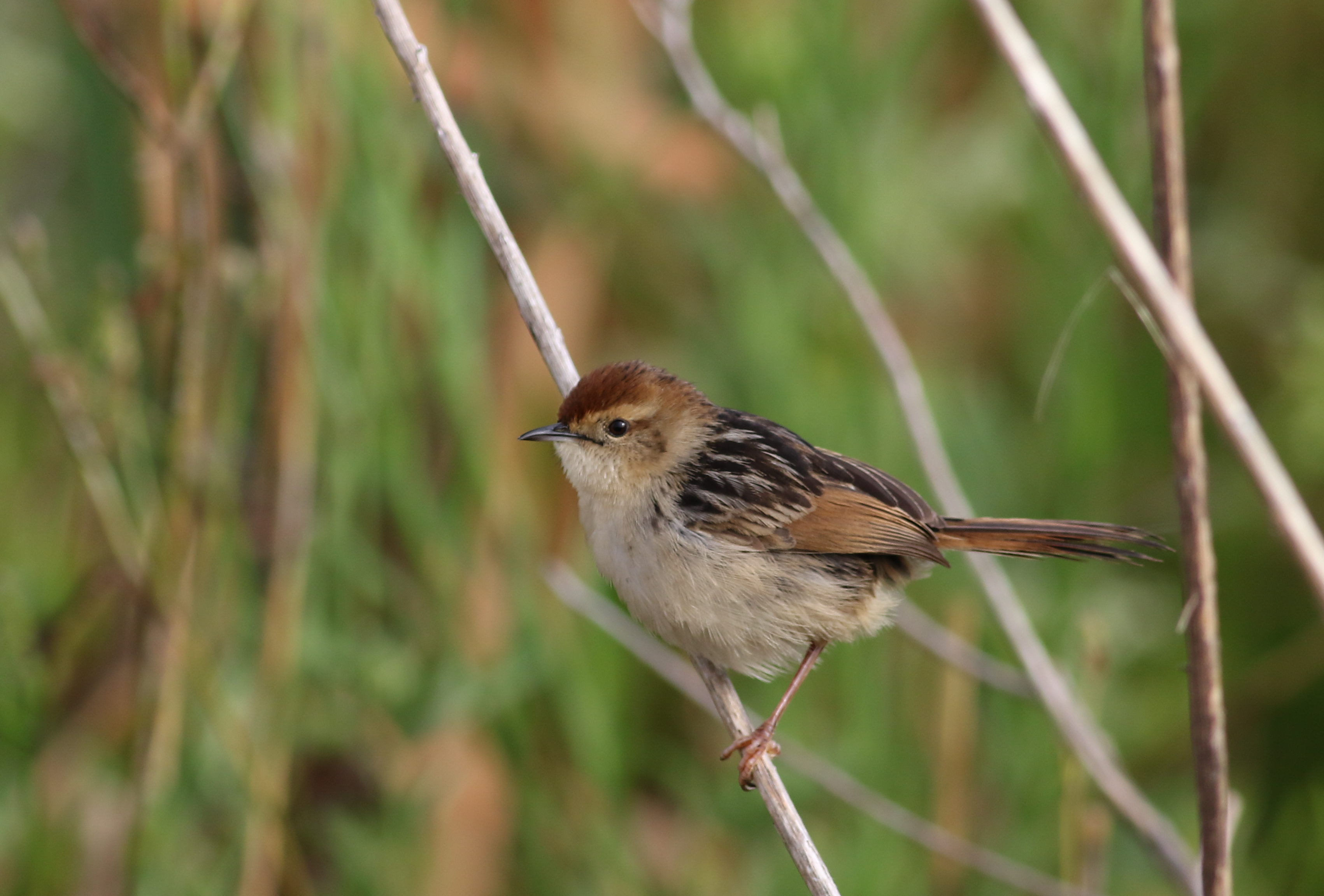
Ejemplar con plumaje nupcial.

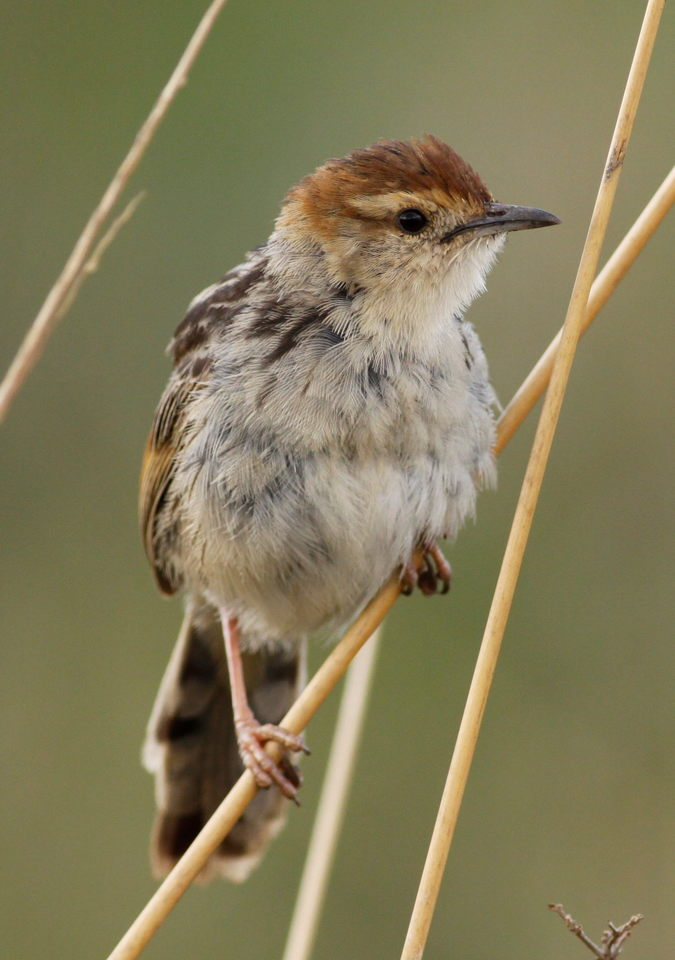
Ejemplar en Sudáfrica.

El cistícola de Levaillant es un pájaro pequeño, entre de 12–15 cm de largo, de plumaje de tonos apagados salvo la parte superior de su cabeza, cola y una franja en las alas que son de color castaño rojizo. Las partes inferiores de los adultos en época de cría son grises, mientras que las partes inferiores, mientras que sus partes superiores son parduzcas y densamente veteadas en negro. Su frente y píleo son de color castaño rojizo, y también son rojizas los bordes de las plumas de la cola y las primarias. Su lista superciliar y mejillas son de color anteado claro en contraste con su lista postocular más oscura. Su pico corto es pardo negruzco, con la base rosada. Sus patas son parduzcas claras. Sus ojos son de color castaño claro. Fuera de la época de cría los adultos tienen la espalda más parduzca y las partes inferiores más anteadas, y los juveniles tiene las partes inferiores ligeramente ocráceas.

## Distribución y hábitat
El cistícola de Levaillant es un pájaro sedentario que vive en África austral y la región de los Grandes Lagos de África, desde Angola y Kenia hasta Sudáfrica. Su hábitat natural son los carrizales, juncales y herbazales generalmente cerca de ríos y humedales, así como zonas de matorral.

## Comportamiento
El cistícola de Levaillant generalmente se encuentra en parejas, en solitario o pequeños grupos. Vuela entre las hierbas en busca de insectos para alimentarse. Es un pájaro cantarín y conspicuo, que se posa en lo alto de las hierbas altas y juncos desde donde emite sus llamadas de alarma.

### Reproducción
Anidan entre agosto y octubre. Construye un nido en forma de bola con una entrada lateral. Lo fabrican trenzando hierba y telarañas, y forrando el interior con fibras vegetales suaves. Generalmente lo sitúan en el interior de las matas de hierba, o colgando de ramas sobre el agua.

## Estado de conservación
Es una especie común con un área de distribución grande, estimada en unos 1.400.000 km². Se cree que el tamaño de la población es grande, y que no se acerca a los umbrales del criterio de declive de la lista roja de la IUCN (declive de más del 30% en diez aos o tres generaciones). Por ello se clasifica como especie bajo preocupación menor.